# Khadgakot
Khadgakot (nep. खड्गकोट) – gaun wikas samiti w zachodniej części Nepalu w strefie Lumbini w dystrykcie Gulmi. Według nepalskiego spisu powszechnego z 2001 roku liczył on 828 gospodarstw domowych i 4358 mieszkańców (2415 kobiet i 1943 mężczyzn).